# Oswego megye
Oswego megye az Amerikai Egyesült Államokban, azon belül New York államban található. Megyeszékhelye és legnagyobb városa Oswego. Lakosainak száma 117 525 fő (2020. április 1.). Oswego megye Jefferson, Onondaga, Lewis, Oneida, Madison és Cayuga megyékkel határos.

## Népesség
A megye népességének változása:
| Lakosok száma | 122 147 | 122 050 | 121 566 | 121 165 | 120 146 | 117 525 |
|               | 2010    | 2011    | 2012    | 2013    | 2015    | 2020    |